# Sylvio Lacharité
Sylvio Lacharité (* 3. Oktober 1914 in Sherbrooke, Québec; † 13. Mai 1983 ebenda) war ein kanadischer Dirigent und Komponist.

## Leben und Wirken
Lacharité hatte Klavierunterricht bei Germaine Malépart in Montreal und studierte gregorianischen Gesang bei Georges Mercure in der Abtei St-Benoît-du-Lac. In den 1940er und 1950er Jahren besuchte er mehrmals Sommerkurse bei Pierre Monteux. 1950 studierte er Komposition und Analyse bei Olivier Messiaen und Andrée Vaurabourg-Honegger in Paris; schließlich besuchte er im Sommer 1959 eine Meisterklasse von Igor Markevitch in Salzburg.
1939 gründete Lacharité das Sherbrooke Symphony Orchestra, dessen Leiter er bis 1969 blieb. Daneben wirkte er als Gastdirigent der CBC-Orchester von Montreal und Québec und des CBC Symphony Orchestra (1954–56). 1958 dirigierte er das Orchester der Concerts Pasdeloup in Paris. 1964 wurde er zum Ersten Dirigenten des CBC Quebec Chamber Orchestra ernannt. Von 1962 bis 1965 war er musikalischer Direktor des Théâtre lyrique de Nouvelle-France, wo er u. a. Lakmé (1962), Tosca (1963), Werther (1963) und Così fan tutte (1964) dirigierte. Außerdem war er musikalischer Direktor der Concerts Couperin in Québec. 1964 dirigierte er die Uraufführung der Ennéade, eines Werkes seines früheren Klavierschülers Serge Garant.
1950 wurde Lacharité Präsident der Association des musiciens canadiens à Paris, 1956–58 war er Präsident der Youth and Music Canada (YMC), an deren Orford Art Centre er mehrfach Orchesterklassen leitete. Am Conservatoire de musique du Québec unterrichtete er seit 1952, 1971 wurde er hier stellvertretender Direktor. Von 1974 bis 1977 war er Direktor des Chicoutimi Conservatory, danach war er bis 1981 Leiter der Musikabteilung des Kultusministeriums von Québec.
1982 wurde Lacharité Mitglied des Order of Canada, 1988 benannte das Théâtre Granada seiner Heimatstadt Sherbrooke seinen Theatersaal nach ihm Salle Sylvio-Lacharité, um ihn für seine Förderung des musikalischen und kulturellen Lebens der Region zu ehren.
Lacharité komponierte mehrere Orchesterwerke, darunter die Ouvertüre Vision d'Ézéchiel, die sinfonische Dichtung Le Vaisseau d'or und die Suite Portraits en miniature.